# Dolenji Leskovec
Dolenji Leskovec este o localitate din comuna Krško, Slovenia, cu o populație de 285 de locuitori.